# Манычско-Николаевское
Манычско-Николаевское (также Старо-Манычско-Николаевское) — исчезнувшее село в Ремонтненском районе Ростовской области. Село располагалось в Приманычье на берегах реки Кираста

## История
Основано во второй половине XIX века. Село являлось волостным центром Старо-Манычско-Николаевской волости Сальского округа Области Войска Донского. Село находилось на крайнем юго-востоке Сальского округа на границе с Астраханской губернией. Согласно данным первой всеобщей переписи населения Российской империи 1897 года в село Старо-Манычско-Николаевском проживало 357 души мужского и 292 женского пола.
Согласно Алфавитному списку населённых мест области войска Донского 1915 года издания в посёлке Манычско-Николаевском имелось 162 двора, проживало 619 душ мужского и 622 женского пола. В посёлке имелись церковь и приходское училище.
Манычско-Николаевское поселение, Сальский округ, Сальское бла- гочиние. Церковь Св. Вмч. Георгия Победоносца. Построена в 1901 г. на средства прихожан. Деревянная на каменном фундаменте, без колокольни. Однопрестольная.    В 1912 . церкви принадлежали: 1500 кв. саж. усадебной земли; 33 дес. пахотной земли; два саманных причтовых дома, построенных на средства прихожан в 1900 г.; саманное здание церковноприходской школы, рассчитанное на 60 учащихся; саманный дом для церковного караула.
В результате Гражданской войны население села резко сократилось. Согласно Всесоюзной переписи населения 1926 года село являлось единственным населённым пунктом Манычско-Николаевского сельсовета Ремонтинского района Северо-Кавказского края. На момент переписи в селе проживало 504 человека, из них 501 - украинцы.
Дата упразднения села не установлена. Предположительно село исчезло в период коллективизации.

## Население
Динамика численности населения
| 1897 | 1915 | 1926 |
| ---- | ---- | ---- |
| 649  | 1241 | 504  |